# Křižovatka
Křižovatka (en allemand : Klinghart) est une commune du district de Cheb, dans la région de Karlovy Vary, en Tchéquie. Sa population s'élevait à 276 habitants en 2020.

## Géographie
Křižovatka se trouve à 13 km au nord de Cheb, à 35 km à l'ouest de Karlovy Vary et à 147 km à l'ouest de Prague.
La commune est limitée par Plesná au nord, par Nový Kostel à l'est, par Milhostov et Třebeň au sud, et par Skalná et Velký Luh à l'ouest.
|                   | Plesná            |             |
| Skalná, Velký Luh | Křižovatka        | Nový Kostel |
|                   | Milhostov, Třebeň |             |

## Histoire
La première mention écrite de la localité date de 1322.

## Population
Recensements ou estimations de la population:
| 2020 | 2024 | 2025 |
| ---- | ---- | ---- |
| 276  | 255  | 261  |